# Пресное
Пресное (каз. Пресное) — село в Павлодарском районе Павлодарской области Казахстана. Расположено в 78 км к северо-западу от Павлодара. Административный центр и единственный населённый пункт Пресновского сельского округа. Код КАТО — 556031100.

## История
Село было основано в 1745 году на Иртышской укреплённой линии по распоряжению командира войск и начальника Сибирских линий Христиана Киндермана сначала как почтовый маяк, потом стал редутом. С 1838 года — казачий посёлок Сибирского линейного казачьего войска. С 1873 года — селение Пресное Песчанской волости Павлодарского уезда Семипалатинской области. С 1928 года — в Павлодарском районе.
В 1929 году в селе Пресное был организован колхоз «12 годовщина Октября», который в 1950 году слился с другим колхозом и вошёл в состав совхоза «Пресновский» как 2-е отделение. Пресное было центральной усадьбой бывшего птицесовхоза «Авангард», созданного в 1962 году на базе 2-го отделения совхоза «Пресновский» и рыболовецкой артели «Передовик».

## Население
В 1985 году в селе проживало 1515 человека. В 1999 году население села составляло 1381 человек (811 мужчин и 570 женщин). По данным переписи 2009 года, в селе проживало 820 человек (399 мужчин и 421 женщина).